# Метеорологічні норми робочого місця
Метеорологі́чні но́рми робо́чих мі́сць (рос. метеорологические нормы рабочих мест; а. англ. climatic standards of working places; нім. Arbeitsplatzklimanormen f pl, klimatische Normen f pl für Arbeitsplätze) — норми, які регламентують санітарно-гігієнічні вимоги щодо температури, вологості, швидкості руху повітря і його забрудненості в робочій зоні підприємств, зокрема гірничовидобувних і гірничопереробних.